# Lagariça
Lagariça é um lagar (tanque de madeira ou pedra) pequeno muito usado nas aldeias à época medieval, usado para pisar uvas ou azeitonas para fabrico do vinho e azeite.
Em Portugal pode ser observada em vários locais, nomeadamente:
- Juncal do Campo, do concelho de Castelo Branco;[3]
- São Miguel de Acha, do concelho de Idanha-a-Nova;[4]
- Castelo Novo, do concelho do Fundão.[5]